# Lola Anderson

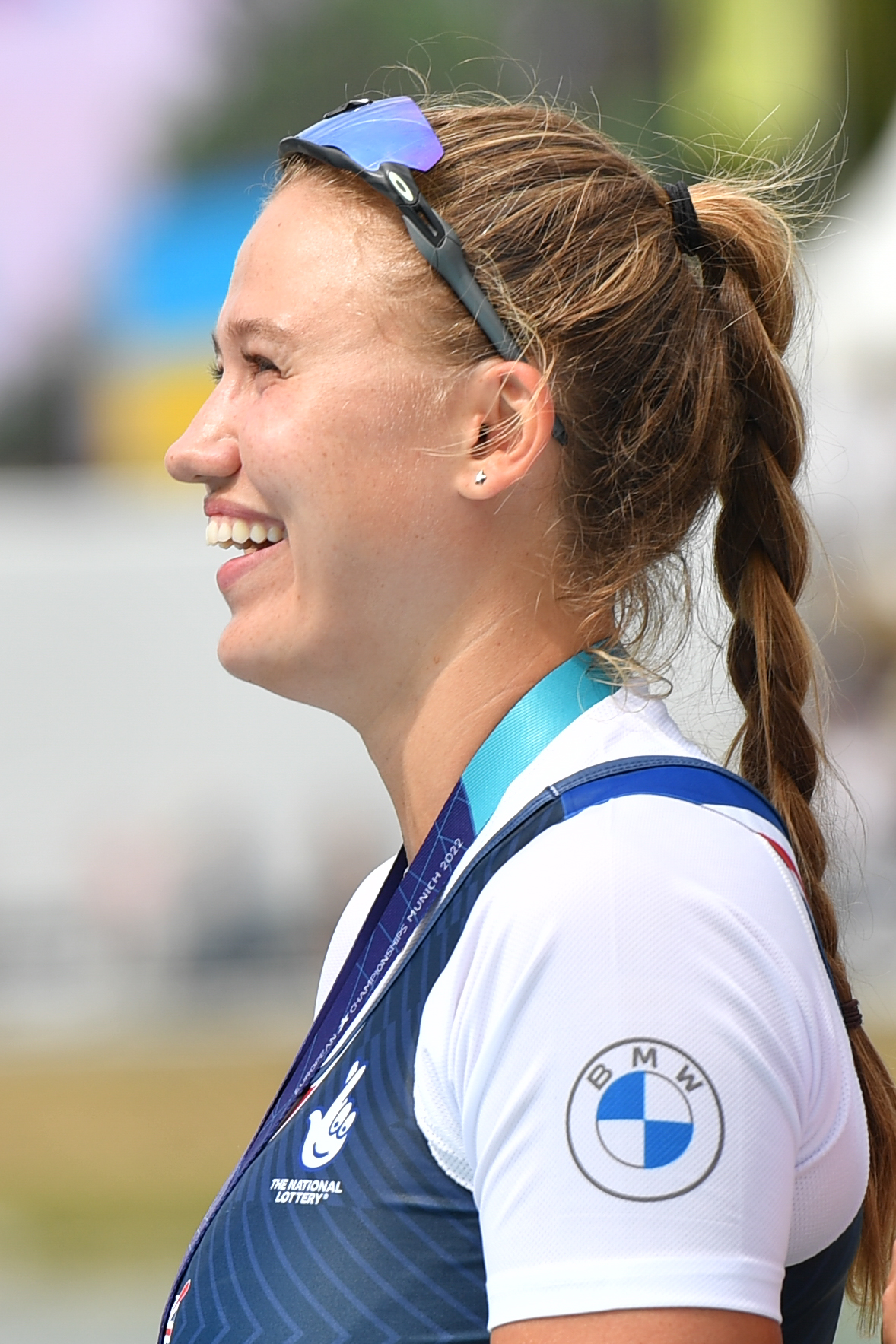
Lola Anderson bei den Europameisterschaften 2022

Lola Anderson, MBE (* 16. April 1998) ist eine britische Ruderin. 2022 wurde sie Weltmeisterschaftsdritte und Europameisterin im Doppelvierer, 2023 gewann sie den Weltmeistertitel und 2024 wurde sie Olympiasiegerin.

## Karriere
Lola Anderson gewann ihre erste internationale Medaille bei den Junioren-Weltmeisterschaften 2016, als sie den zweiten Platz im Doppelvierer erreichte. Drei Jahre später siegte sie mit dem Doppelvierer bei den U23-Weltmeisterschaften 2019.
2022 bei den Europameisterschaften in München war Lucy Glover die einzige aus dem Vorjahr im Doppelvierer verbliebene Ruderin. In der Besetzung Jessica Marie Leyden, Lola Anderson, Georgina Megan Brayshaw und Lucy Glover gewann der britische Doppelvierer den Titel vor den Booten aus den Niederlanden und aus der Ukraine. Einen Monat später bei den Weltmeisterschaften in Račice u Štětí siegten die Chinesinnen vor den Niederländerinnen und den Britinnen. Im Jahr darauf bei den Weltmeisterschaften 2023 in Belgrad siegte der britische Doppelvierer mit Lauren Henry, Hannah Scott, Lola Anderson und Georgina Megan Brayshaw vor den Niederländerinnen und den Chinesinnen.
2024 gewann der britische Doppelvierer bei den Europameisterschaften in Szeged vor den Ukrainerinnen. Drei Monate später bei den Olympischen Spielen in Paris führten die Niederländerinnen bis kurz vor dem Ziel. Mit ihrem Endspurt siegten Lauren Henry, Hannah Scott, Lola Anderson und Georgina Brayshaw mit 0,15 Sekunden Vorsprung vor den Niederländerinnen.
Lola Anderson rudert für den Leander Club. Sie begann mit dem Rudersport auf der Surbiton High School und studierte an der Newcastle University.
2025 wurde sie für ihre Verdienste um den Rudersport zum Member des Order of the British Empire (MBE) ernannt.